# Arnkilsfred
Arnkilsfred eller Arnkil Skov är en skog i Danmark.   Den ligger i Region Syddanmark, i den södra delen av landet. Arnkilsfred ligger på ön Als.